# 禧妃
禧妃（きひ、? - 光緒3年（1877年）5月16日）は清の咸豊帝の妃嬪。名は海棠春、姓は察哈拉(チャハラ)氏。正黄旗包衣管領下の家庭に生まれ、父は厨役（宮廷の料理人）常順。

## 生涯
同治3年（1864年）の内務府三旗女子の選抜において、「正黄旗瑞溥管領下の厨役・常順の娘、二妞（ニニョウ）、亥年生まれ、14歳」との記録がある。彼女は禧嬪（禧妃）の実妹とされているため、禧妃は家族の長女であった可能性が高い。
察哈拉氏の生年は不詳だが、内務府の選秀（後宮選抜）を経て入宮し、長春宮の宮女となる。
咸豊9年（1859年）4月10日、正黄旗瑞溥管領下の厨役・常順の娘が禧貴人に封じられる。
翌日（4月11日）には、「長春宮の女子・海棠春が禧貴人に封じられる」との詔が伝えられた。
序列は吉貴人の次とされた。
4月12日、総管内務府が禧貴人の家族のために恩を謝す。
咸豊10年（1860年）10月、咸豊帝の崩御後、即位した同治帝により禧嬪に尊封される。
同治8年（1869年）5月12日、容嬪伊爾根覚羅氏が薨去し、遺体が吉安所に移される。禧嬪と慶嬪は、宮廷を出て吉安所で彼女の葬送に立ち会った。
同治13年（1874年）11月、同治帝の崩御後、即位した光緒帝により禧妃に尊封される。

### 晩年と死後
光緒3年（1877年）5月16日、逝去。
死後、定陵妃園寝に埋葬された。

## 参考資料
- 『清史稿』